# Proprioseius
Proprioseius es un género de ácaros perteneciente a la familia  Phytoseiidae.

## Especies
- Proprioseius aculeatus Moraes & Denmark, 1999
- Proprioseius anthurus Denmark & Muma, 1966
- Proprioseius clancyi Chant, 1957
- Proprioseius gibbus Moraes & Denmark, 1999
- Proprioseius kumaonensis Gupta, 1982
- Proprioseius meridionalis Chant, 1957
- Proprioseius mirandai De Leon, 1959
- Proprioseius oudemansi (Chant, 1959)
- Proprioseius retroacuminatus Zacarias & Moraes, 2001
- Proprioseius schichai Corpuz-Raros, 1994